# 天璇增一
大熊座36，又名BD+56 1459，HD 90839、SAO 27670、HR 4112，是大熊座的一颗恒星，视星等为4.84，位于銀經154.29，銀緯51.7，其B1900.0坐标为赤經10h 24m 13.8s，赤緯+56° 51.7′ 36″。